# Târgu Neamţ
Târgu Neamț (rumænsk udtale: [ˌtɨrɡu ˈne̯amt͡s]; tysk: Niamtz, ungarsk: Németvásár, hebraisk: נאמץ טרגו, latin: Ante Castrum Nempch) er en by i distriktet Neamț i Vest Moldavien, Rumænien, med 18.029 (2021) indbyggere. Den ligger ved floden Neamț. Den havde. Byen administrerer tre landsbyer: Blebea, Humulești og Humuleștii Noi.
Den var oprindeligt en markedsby, deraf navnet (på rumænsk "târg" = marked), og den havde en vigtig rolle i den moldoviske kultur. Den blev første gang nævnt i et dokument fra slutningen af det 14. århundrede.
Neamț Citadel (Cetatea Neamțului) blev bygget i det 14. århundrede af Vojvod Petru 1. (muligvis på ruinerne af en mindre teutonisk borg), og er beliggende på den nordlige bred af Neamț-floden.

## Trafik
Byen ligger hvor to nationale veje: DN15B og DN15C krydser hinanden. Den planlagte Øst-Vest-motorvej vil omgå byen på sin sydlige side, når den er færdig, og give adgang til Iași (mod øst) og Târgu Mureș mod vest. Jernbanestationen er endestationen for CFR Line 517, der forbinder den med Pașcani via en elektrificeret jernbane.

## Gallery
- Neamț Citadel på Pleșu-bakken
- Udsigt fra Citadelet
- Neamț Kloster (en), 10 km vest for Târgu Neamț
- Resterne af ovnen i Neamț-fæstningen, med billede der viser Zubr/Aurochs Moldovas våbenskjold